# Jänschwalde
Jänschwalde es un municipio situado en el distrito de Spree-Neiße, en el estado federado de Brandeburgo (Alemania), a una altitud de 60 metros. Su población a finales de 2016 era de 1500 habs. y su densidad poblacional, 20 hab/km².